# Confinamiento por la pandemia de COVID-19 en Bolivia
Las políticas de confinamiento en Bolivia son el conjunto de medidas destinadas a evitar la propagación del virus que produce la enfermedad Covid-19 en este país, la misma fue declara el 21 de marzo y a regir desde el domingo 22 de marzo de 2020.  Previamente se habían dispuesto otras medidas restrictivas o  semi cuarentena que incluía una serie de medidas restrictivas de circulación de personas, ajustes de horarios laborales, suspensión de clases a nivel escolar y universitario, recorte y redefinición de horarios de trabajo, restricciones en reuniones y concentraciones, entre otras medidas determinadas a nivel del Estado central y de los gobiernos autónomos de nivel departamental y municipal.
De esta manera, Oruro se convirtió en la primera ciudad de Bolivia en asumir medidas de restricción de circulación y toque de queda, posteriormente la medida adquirió alcance departamental tras la emisión de una ley departamental al respecto.
El 13 de marzo ante la confirmación de 7 casos positivos  el Gobierno Autónomo Municipal de Oruro (GAMO) anunció una serie de medidas de restricción enunciadas en la ley municipal de declaratoria de alerta roja que comenzó a regir a partir del 16 de marzo de 2020 con una duración de 14 días hasta el 31 de marzo de 2020, en un esfuerzo conjunto para evitar que el virus se expanda por todo el territorio del departamento, ya que la mayoría de casos identificados corresponden a habitantes de este departamento de Bolivia.
El martes 14 de abril a las 15:50 Bolivia amplía su cuarentena hasta el 30 de abril, según comunicó la presidenta Jeanine Áñez, tras una reunión con su Gabinete de ministros que se prolongó por más de seis horas.
La determinación surge ante las proyecciones que anticipan que el país llegará a su pico más alto de contagios de Covid-19 en las dos siguientes semanas, por lo que se requiere que el aislamiento se cumpla de forma más estricta.
El miércoles 29 de abril a las 13:48, la presidenta Jeanine Áñez comunicó que la cuarentena total se mantendrá en el país hasta el 10 de mayo y que, desde el 11, se evaluará su flexibilización en determinadas ciudades y departamentos, con base en evaluaciones de riesgo que hagan autoridades de salud.
A partir del 11 de mayo comienza una cuarentena "dínamica", de acuerdo a evaluaciones que realizará el ministerio de Salud cada 7 días, el trabajo será bajo normas estrictas de bioseguridad. La cuarentena dinámica, no quiere decir que acabó la medida, sino que existen nuevas normas a cumplir. En la cuarentena media y moderada, la población podrá volver a trabajar bajo normas específicas. El gobierno municipal deberá regular el funcionamiento de mercados y transporte público. En la cuarentena rígida, se continuará con las actuales restricciones a la circulación, trabajo, comercios cerrados, es decir, será estricta. En la cuarentena media, se podrá trabajar seis horas al día, de 8:00 a 14:00, se podrá manejar motos y bicicletas con fines laborales y la gente podrá salir a plazas hasta las 17:00. Los menores de edad y los adultos pueden salir una hora al día alrededor de sus casas. Los centros de abasto abrirán de 6:00 a 15:00. En el caso de la cuarentena moderada, la atención en centros de abastecimiento será de 6:00 a 18:00, la gente podrá trabajar ocho horas, de 8:00 a 16:00 y habrá restricciones a la salida de vehículos por número de placas, los niños podrán salir alrededor de sus domicilios. Nadie podrá permanecer en espacios públicos de 19:00 a 5:00. Los menores de 18 años y mayores de 65 podrán salir de 6:00 a 12:00. Hasta el 31 de mayo independientemente de la categoría de cuarentena, se mantiene el cierre de fronteras aéreas, terrestres y fluviales, salvo para bolivianos que deben retronar al país. Además, la suspensión de vuelos nacionales e internacionales, suspensión temporal de clases, de eventos deportivos, reuniones en iglesias y eventos culturales. También se debe continuar con la distancia social de un metro y medio entre las personas, uso de barbijos, lavado de manos y cumplimiento de protocolos de bioseguridad.

## Cuarentena Dinámica
Del 1 de junio al 31 de agosto, Bolivia entró en una nueva fase de cuarentena convirtiéndola más flexible, en los puntos destacados de las nuevas medidas asumidas por el gobierno se tiene:
- Las personas podrán circular de lunes a viernes desde las 06:00 hasta las 18:00 y sábado y domingos desde las 06:00 hasta las 14 horas.
- El trasporte urbano podrá volver a circular según restricciones de placas.
- Las iglesias volverán a estar abiertas solo con el 30% de disponibilidad
- Se prohíben las clases presenciales
- Las fronteras aéreas y terrestres se mantienen cerradas

## Post Confinamiento
Desde el 1 de septiembre Bolivia entra en una nueva fase llamada "Post Confinamiento" convirtiéndola mucho más flexible, en los puntos destacados de las nuevas medidas asumidas por el gobierno se tiene:
- Se amplían los horarios de circulación de lunes a viernes de 05:00 hasta las 20:00. También se podrá circular los fines de semana de 05:00 a 16:00, en este mismo horario se podrán realizar actividades comerciales.
- El transporte urbano podrá circular con el 80% de capacidad sin restricciones de placas
- Se abre las fronteras aéreas permitiendo vuelos internacionales
- Se permite los viajes interdepartamentales e interprovinciales con el 60% de capacidad por bus

- Se prohíben las clases presenciales
- Cierre de fronteras terrestres, fluviales y lacustres (exceptúan a los ciudadanos bolivianos y residentes que retornen a Bolivia, misiones diplomáticas y otros organismos internacionales, operadores de transporte internacional).

El nuevo Decreto autoriza a que departamentos y municipios establezcan en sus jurisdicciones sus propias restricciones, de acuerdo con el grado de riesgo de contagio que presentan.

## Antecedentes
El 10 de marzo de 2020, las autoridades bolivianas comunican la detección del primer caso confirmado de coronavirus en la ciudad de Oruro. Se trataba de una ciudadana boliviana de 65 años de edad, que ingresó a Bolivia procedente de la ciudad de Milán, Italia, haciendo previamente una escala en la ciudad de Madrid, España, la paciente ingresó a Bolivia a través del aeropuerto de Viru Viru en Santa Cruz de la Sierra trasladándose posteriormente a la ciudad de La Paz y finalmente a Oruro.

## Municipios de alto riesgo
A partir del 11 de mayo se empezó a calificar cada municipio según el nivel de riesgo, los municipios que estén en alto riesgo continúan con la cuarentena rígida hasta el 31 de mayo. 
A partir del 1 de junio hasta el 30 de junio los municipios de alto riesgo de los departamentos de: Santa Cruz, Beni y Tarija continuaran con la cuarentena rígida
Desde el 15 de junio hasta el 30 de junio los municipios de alto riesgo de los departamentos de Chuquisaca y Potosí continuaran de la misma forma con la cuarentena rígida.
A continuación los 10 municipios con mayor riesgo alto:

### Semana 1
| Departamentos | Municipio           | Índice de riesgo |
| ------------- | ------------------- | ---------------- |
| Beni          | Trinidad            | 0.239            |
| Oruro         | Eucaliptus          | 0.355            |
| Santa Cruz    | Montero             | 0.361            |
| Cochabamba    | Santivañez          | 0.419            |
| La Paz        | Cairoma             | 0.522            |
| La Paz        | Patacamaya          | 0.549            |
| Cochabamba    | Omereque            | 0.612            |
| Beni          | San Ignacio         | 0.615            |
| Beni          | Guayaramerin        | 0.620            |
| Santa Cruz    | Santa Rosa del Sara | 0.632            |

Nota: Mayo 2020

### Semana 2
| Departamentos | Municipio               | Índice de riesgo |
| ------------- | ----------------------- | ---------------- |
| Santa Cruz    | Montero                 | 0.406            |
| Beni          | Trinidad                | 0.452            |
| Santa Cruz    | San Pedro               | 0.547            |
| Santa Cruz    | Moro Moro               | 0.624            |
| Santa Cruz    | El Torno                | 0.640            |
| Santa Cruz    | Portachuelo             | 0.658            |
| Santa Cruz    | Porongo                 | 0.689            |
| Santa Cruz    | Santa Cruz de la Sierra | 0.691            |
| Santa Cruz    | Mineros                 | 0.702            |
| Cochabamba    | Colcapirhua             | 0.702            |

Nota: Mayo 2020

### Semana 3
| Departamentos | Municipio        | Índice de riesgo |
| ------------- | ---------------- | ---------------- |
| Santa Cruz    | Colpa Bélgica    | 0.432            |
| Beni          | Trinidad         | 0.438            |
| Santa Cruz    | Montero          | 0.465            |
| Santa Cruz    | Moro Moro        | 0.483            |
| Cochabamba    | Sipe Sipe        | 0.509            |
| Santa Cruz    | Fernández Alonso | 0.544            |
| Santa Cruz    | San Pedro        | 0.566            |
| Santa Cruz    | Portachuelo      | 0.606            |
| Cochabamba    | Sacaba           | 0.629            |
| Santa Cruz    | Mairana          | 0.643            |

Nota: Mayo 2020

### Semana 4
| Departamentos | Municipio     | Índice de riesgo |
| ------------- | ------------- | ---------------- |
| Beni          | Trinidad      | 0.427            |
| Santa Cruz    | Portachuelo   | 0.558            |
| Santa Cruz    | Montero       | 0.563            |
| Cochabamba    | Villa Tunati  | 0.576            |
| Beni          | Guayaramerin  | 0.588            |
| Cochabamba    | Vinto         | 0.588            |
| Santa Cruz    | Moro Moro     | 0.597            |
| Cochabamba    | Entre Ríos    | 0.605            |
| Santa Cruz    | Colpa Bélgica | 0.661            |
| Cochabamba    | Chimore       | 0.711            |

Nota: Mayo 2020

### Semana 5
| Departamentos | Municipio     | Índice de riesgo |
| ------------- | ------------- | ---------------- |
| Beni          | Trinidad      | 0.350            |
| Beni          | Guayamerin    | 0.535            |
| La Paz        | Viacha        | 0.557            |
| Cochabamba    | Entre Ríos    | 0.576            |
| Santa Cruz    | Moro Moro     | 0.582            |
| Santa Cruz    | San Pedro     | 0.585            |
| Santa Cruz    | Porongo       | 0.593            |
| Santa Cruz    | Montero       | 0.604            |
| Santa Cruz    | Portachuelo   | 0.625            |
| Santa Cruz    | Colpa Bélgica | 0.639            |

Nota: Junio 2020

### Semana 6
| Departamentos | Municipio              | Índice de riesgo |
| ------------- | ---------------------- | ---------------- |
| Beni          | San Ramón              | 0.366            |
| Beni          | Trinidad               | 0.466            |
| Tarija        | Yacuiba                | 0.565            |
| La Paz        | Viacha                 | 0.585            |
| Potosí        | Llallagua              | 0.620            |
| Pando         | Cobija                 | 0.643            |
| Cochabamba    | Entre Ríos             | 0.667            |
| Beni          | San Joaquín            | 0.672            |
| La Paz        | Achacachi              | 0.673            |
| Santa Cruz    | San Ignacio de Velasco | 0.679            |

Nota: Junio 2020

### Semana 7
| Departamentos | Municipio              | Índice de riesgo |
| ------------- | ---------------------- | ---------------- |
| Beni          | San Ramón              | 0.366            |
| Beni          | Trinidad               | 0.466            |
| Tarija        | Yacuiba                | 0.564            |
| La Paz        | Viacha                 | 0.584            |
| Potosí        | Llallagua              | 0.620            |
| Pando         | Cobija                 | 0.642            |
| Cochabamba    | Entre Ríos             | 0.667            |
| Beni          | San Joaquín            | 0.672            |
| La Paz        | Achacachi              | 0.673            |
| Santa Cruz    | San Ignacio de Velasco | 0.679            |

Nota: Junio 2020

### Semana 8
| Departamentos | Municipio     | Índice de riesgo |
| ------------- | ------------- | ---------------- |
| Beni          | Trinidad      | 0.499            |
| Tarija        | Caraparí      | 0.590            |
| Cochabamba    | Cochabamba    | 0.621            |
| Beni          | Loreto        | 0.653            |
| Santa Cruz    | Colpa Bélgica | 0.670            |
| Pando         | Filadelfia    | 0.682            |
| Tarija        | Yacuiba       | 0.687            |
| Tarija        | Tarija        | 0.699            |
| Santa Cruz    | Moro Moro     | 0.719            |
| Beni          | San Joaquín   | 0.720            |

Nota: Junio 2020

## Medidas a nivel nacional
A raíz de esto, el gobierno de Bolivia  tomó las medidas de suspender la clases educativas en todos los niveles (primario, secundario y universitario) en todo el territorio nacional, además de la suspensión de toda actividad que concentre a grandes aglomeraciones de gente a partir de las 100 personas esta decisión fue comunicada por la presidencia del país, estas medidas se fueron anunciando e implementando en tres ocasiones a partir del 12 de marzo.

### Cuarentena total
El sábado 21 de marzo se anunció la decisión de declarar cuarentena total en todo el territorio, a regir a partir de las horas 0:00
hasta el 10 de mayo, la medida incluye la autorización de apertura de centros de abastecimiento y la circulación de una persona por familia según el último dígito de su carnet de identidad, para realizar compras de alimentos.
- Las farmacias y hospitales atenderán con normalidad
- Abastecimiento un miembro por familia podrá salir a abastecerse de 7 de la mañana hasta el mediodía de acuerdo al número de su carnet
- Todos los mercados atenderán de lunes a viernes hasta el mediodía.
- El trasporte público y privado quedan suspendidos.
- Se aplican diferentes bonos: Bono familia, Canasta Familiar
- Las fábricas, centros de producción y el  trasporte de productos de la canasta familiar seguirán funcionando.[16]

## Medidas a nivel departamental y municipal

### Medidas de la cuarentena en la ciudad de Oruro
El 13 de marzo de 2020, las autoridades bolivianas confirmaron 7 casos positivos de coronavirus en Oruro convirtiéndose hasta esa fecha en el Departamento de Bolivia más afectado por la enfermedad. Esa misma noche, el alcalde de la ciudad Saúl Aguilar decidió emitir cuarentena en todo el Municipio de Oruro. El gobernador del Departamento de Oruro Zenón Pizarro decidió también respaldar la medida tomada por el alcalde y no descartó tomar también la misma medida de cuarentena a nivel departamental.
El decreto municipal 127, declara también la suspensión de espectáculos públicos y eventos masivos, además del cierre de todos los museos y parques recreacionales de la ciudad, para prevenir más contagios.
El día sábado 11 de abril se llevó a cabo una reunión con diferentes autoridades de Oruro para determinar las acciones a tomar para impedir el avance de casos de Covid-19 en ese departamento. Una de las conclusiones fue la ampliación de cuarentena hasta el 30 de abril, siendo el primer departamento en asumir dicha medida.

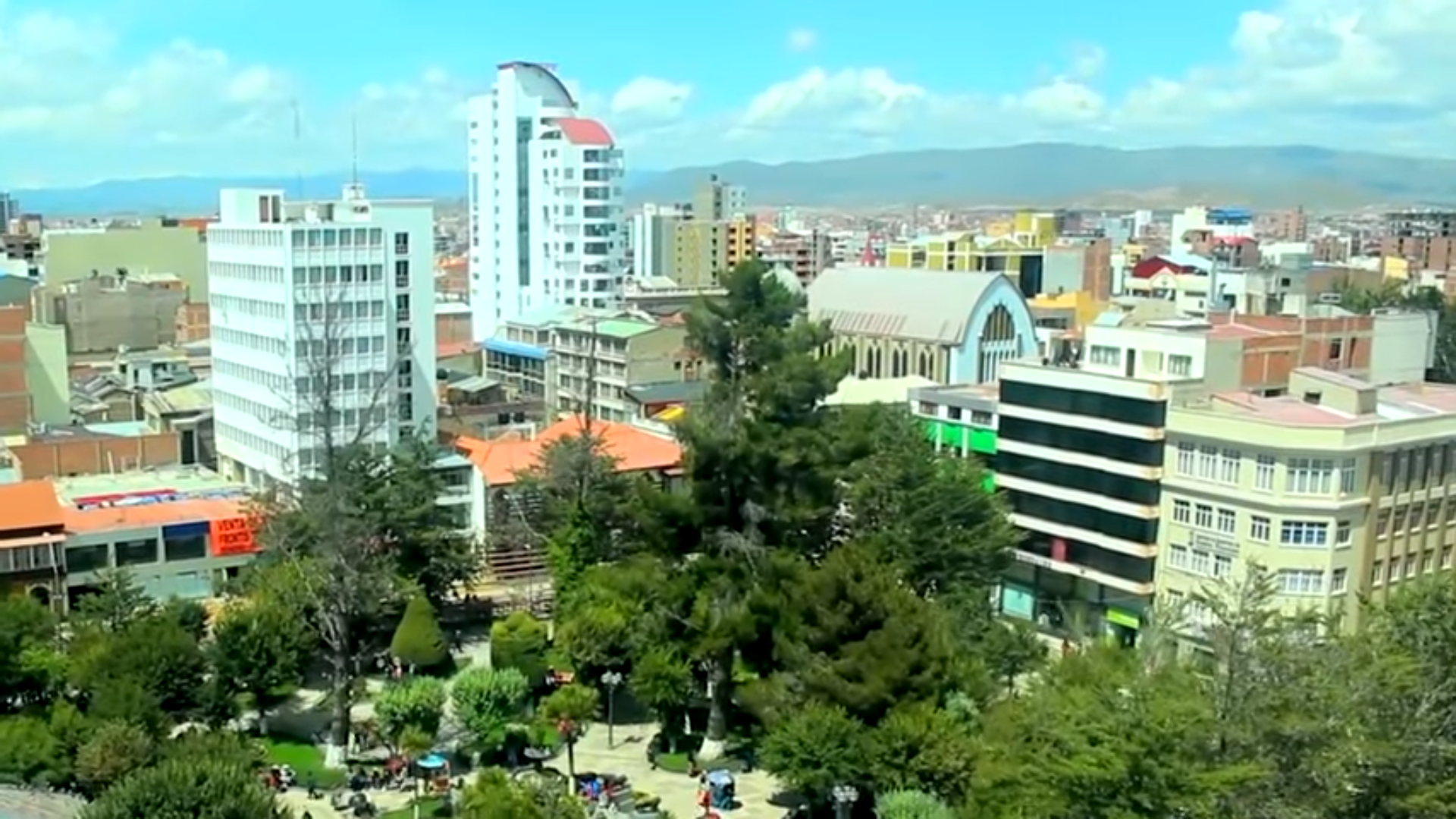
Vista del centro histórico de la ciudad de Oruro, la más afectada del país por el coronavirus hasta marzo de 2019.

- A partir de las 15:00 de la tarde, ninguna persona deberá caminar por las calles de Oruro, a excepción del personal autorizado (policías, militares y periodistas con su respectivo credencial)
- Las instituciones públicas y privadas solo trabajarán de 8:00 de la mañana a 14:00 de la tarde en horario continuo.
- Todos los viajes interdepartamentales y viajes internacionales de ingreso y salida al Municipio de Oruro se suspenden completamente.
- El transporte público en el Municipio de Oruro atenderá solamente los días martes, miércoles y viernes de 8:00 a 14:00 horas.
- La atención en los mercados solo será en los días martes, miércoles y viernes desde 6:00 hasta 10:00 horas.
- Los hospitales y farmacias deberán atender de forma permanente y estarán sujetas a estricto control.
- El abastecimiento de la canasta familiar, insumos y medicamentos, se realizará los días lunes, miércoles y viernes bajo registro y estricto control.
- Todas aquellas personas que infrinjan o violen la cuarentena en Oruro serán sometidos a fuertes sanciones por parte de las autoridades correspondientes, con el arresto de 8 horas además de una multa de 500 UFV (el equivalente a 1165 bolivianos o 170 dólares).[20]

### Encapsulamiento en Montero
Desde el jueves 9 de abril, Montero entra en la fase de encapsulamiento total como medida para combatir la propagación del Covid-19 que, debido a que es el municipio que cobro más vidas en el país. Militares y policías realizaran controles rigurosos para que la población cumpla con la determinación. Los ciudadanos deben permanecer en sus hogares por seis días. El séptimo día, los ciudadanos podrán salir a abastecerse con todos los protocolos de bioseguridad, como mantener distancia, evitar aglomeraciones. Tras el abastecimiento, deberán permanecer en sus hogares otros seis días. A sí mismo se permitirá la circulación de motorizados. Solo los vehículos que transportan alimentos o equipo médico y medicamentos podrán movilizarse.

### Militarización en Santa Cruz de la Sierra
La militarización y cierre total del municipio de Santa Cruz de la Sierra iniciará a las 0:00 horas del martes 14 de abril y se extenderá hasta la medianoche del 20, así lo establece el Decreto Edil 237/2020, que da cumplimiento a la Ley de desastre municipal ante el aumento de casos de coronavirus.
El cierre total del municipio será coordinado entre Comité de Operaciones de Emergencia Municipal (COEM) con los tres niveles de gobierno, además de las Fuerzas Armadas (FF. AA.) y la Policía.
Según el Decreto, se prohíbe la circulación vehicular pública y privada. Se hará el control respectivo garantizando las excepciones establecidas por ley, es decir, que se permitirá el funcionamiento de todo el sistema de salud público y privado y su respectivo traslado de personal.

### Encapsulamiento en Trinidad y Riberalta
El Gobierno proceder al encapsulamiento de las ciudades de Trinidad y Riberalta en Beni desde el 1 de junio, ante la cantidad de casos COVID-19.
La ministra de Salud, Eidy Roca, informó que se iniciará un rastrillaje vivienda por vivienda para detectar casos de COVID-19, a cargo de brigadas móviles que se desplazarán por toda la capital beniana.
La decisión se tomó tras la reunión de autoridades locales, departamentales y nacionales, que se volcaron a ese departamento, para delinear una estrategia de emergencia sanitaria que se cumplirá en la región, ante la escalada de contagios.

### Encapsulamiento en Cobija
La ciudad de Cobija, mediante un decreto municipal, decidió encapsularse desde las cero horas del lunes 15 de junio hasta la medianoche del día 22 del mismo mes para tratar de contener la propagación del coronavirus COVID-19.
Para este periodo de encapsulamiento, el municipio capital del departamento de Pando dispuso el cierre total de todo tipo de actividades y prohibió de manera expresa la circulación de vehículos o motorizados.

## Sistema de Salud en Bolivia
| Departamentos de Bolivia según sus camas de hospital por habitante (2018) | Departamentos de Bolivia según sus camas de hospital por habitante (2018) | Departamentos de Bolivia según sus camas de hospital por habitante (2018) | Departamentos de Bolivia según sus camas de hospital por habitante (2018) | Departamentos de Bolivia según sus camas de hospital por habitante (2018) | Departamentos de Bolivia según sus camas de hospital por habitante (2018) |
| Posición                                                                  | Departamento de                                                           | 1 cama por cada                                                           | Camas por cada 1000 habitantes                                            | TOTAL Camas hospitalarias                                                 | Población (2018)                                                          |
| ------------------------------------------------------------------------- | ------------------------------------------------------------------------- | ------------------------------------------------------------------------- | ------------------------------------------------------------------------- | ------------------------------------------------------------------------- | ------------------------------------------------------------------------- |
| 1.º                                                                       | Chuquisaca                                                                | 451 habitantes                                                            | 2,21 camas                                                                | 1388 camas                                                                | 625 988 habitantes                                                        |
| 2.º                                                                       | Tarija                                                                    | 719 habitantes                                                            | 1,39 camas                                                                | 784 camas                                                                 | 563 696 habitantes                                                        |
| 3.º                                                                       | La Paz                                                                    | 764 habitantes                                                            | 1,30 camas                                                                | 3775 camas                                                                | 2 884 100 habitantes                                                      |
| 4.º                                                                       | Santa Cruz                                                                | 774 habitantes                                                            | 1,29 camas                                                                | 4166 camas                                                                | 3 224 484 habitantes                                                      |
| Promedio                                                                  | Bolivia                                                                   | 781 habitantes                                                            | 1,28 camas                                                                | 14481 camas                                                               | 11 309 661 habitantes                                                     |
| 5.º                                                                       | Cochabamba                                                                | 800 habitantes                                                            | 1,25 camas                                                                | 2463 camas                                                                | 1 970 400 habitantes                                                      |
| 6.º                                                                       | Oruro                                                                     | 982 habitantes                                                            | 1,01 camas                                                                | 548 camas                                                                 | 538 136 habitantes                                                        |
| 7.º                                                                       | Beni                                                                      | 1046 habitantes                                                           | 0,95 camas                                                                | 449 camas                                                                 | 469 654 habitantes                                                        |
| 8.º                                                                       | Potosí                                                                    | 1126 habitantes                                                           | 0,88 camas                                                                | 788 camas                                                                 | 887 288 habitantes                                                        |
| 9.º                                                                       | Pando                                                                     | 1201 habitantes                                                           | 0,83 camas                                                                | 120 camas                                                                 | 144 120 habitantes                                                        |
| Fuente: Instituto Nacional de Estadística de Bolivia INE (2019)           |                                                                           |                                                                           |                                                                           |                                                                           |                                                                           |

### Establecimientos de Salud  en el Departamento de Oruro
| Hospitales Generales                   | 3   |
| Hospitales Básicos                     | 11  |
| Postas de Salud                        | 94  |
| Centros de Salud                       | 122 |
| Centros con características especiales | 2   |
| Institutos Especializados              | 0   |
| TOTAL Establecimientos de Salud        | 232 |

### Camas hospitalarias en el departamento de Oruro
| Camas hospitalarias             | 548 camas          |
| Camas por cada 1000 habitantes  | 1,01 camas         |
| 1 cama por cada                 | 982 habitantes     |
| Población departamental al 2018 | 538 136 habitantes |

## Legislación

### Decretos
| Decreto                                           | Fecha de publicación | Resumen |
| ------------------------------------------------- | -------------------- | --- |
| Decreto Supremo 4203                              | 31 DE MARZO DE 2020  | En el marco de la declaratoria de emergencia sanitaria y cuarentena total contra el contagio y propagación del Coronavirus (COVID-19) y por razones de fuerza mayor, el Ministerio de Desarrollo Productivo y Economía Plural mediante Resolución Ministerial establecerá nuevos plazos para que las empresas comerciales, inscritas en el Registro de Comercio, cumplan con sus deberes y obligaciones comerciales y registrales en el marco del Código de Comercio .                                                           |
| Decreto Supremo 4202                              | 25 DE MARZO DE 2020  | Autoriza al Ministerio de Economía y Finanzas Públicas la emisión de Notas de Crédito Fiscal a favor del Ministerio de Gobierno. |
| Decreto Supremo 4201                              | 25 DE MARZO DE 2020  | Asigna funciones a la Central de Abastecimientos y Suministros de Salud – CEASS y establece procedimientos y mecanismos ágiles y oportunos para la adquisición de medicamentos, dispositivos médicos, insumos, reactivos, equipamiento médico y servicios de consultoría de personal en salud, para el periodo de implementación de las acciones y medidas de vigilancia epidemiológica, prevención, contención, diagnóstico, atención y tratamiento de la enfermedad del Coronavirus (COVID-19) dentro del territorio nacional. |
| Decreto Supremo 4200                              | 25 DE MARZO DE 2020  | Refuerza y fortalece las medidas en contra del contagio y propagación del Coronavirus (COVID-19) en todo el territorio del Estado Plurinacional de Bolivia. |
| Decreto Supremo 4199                              | 21 DE MARZO DE 2020  | Declara Cuarentena Total en todo el territorio del Estado Plurinacional de Bolivia, contra el contagio y propagación del Coronavirus (COVID-19). |
| Decreto Supremo 4198                              | 18 DE MARZO DE 2020  | Establece medidas tributarias de urgencia y temporales durante la situación de Emergencia Nacional por la presencia del brote del Coronavirus (COVID-19) y fenómenos adversos reales e inminentes declarada mediante Decreto Supremo n.º 4179, de 12 de marzo de 2020. |
| Decreto Supremo 4197                              | 18 DE MARZO DE 2020  | En el marco de la declaratoria de emergencia sanitaria nacional y cuarentena, el presente Decreto Supremo tiene por objeto otorgar por única vez el Bono Familia y establecer la reducción temporal de tarifas eléctricas. |
| Decreto Supremo 4196                              | 17 DE MARZO DE 2020  | Declara emergencia sanitaria nacional y cuarentena en todo el territorio del Estado Plurinacional de Bolivia, contra el brote del Coronavirus (COVID-19). |
| Decreto Supremo 4192                              | 16 DE MARZO DE 2020  | Establece medidas de prevención y contención para la emergencia nacional contra el brote de Coronavirus (COVID-19) en todo el territorio nacional. ANEXO(S): Establece medidas de prevención y contención para la emergencia nacional contra el brote de Coronavirus (COVID-19) en todo el territorio nacional. |
| Decreto Supremo 4190                              | 13 DE MARZO DE 2020  | Dispone la suspensión de vuelos directos desde y hacia Europa |
| Decreto Supremo 4179                              | 12 de marzo de 2020  | Declara Situación de Emergencia Nacional por la presencia del brote de Coronavirus (COVID-19) y otros fenómenos adversos . |
| Decreto Supremo 4131                              | 9 de enero de 2020   | Determina el porcentaje de las utilidades netas de la gestión 2019, de los Bancos Múltiples y Bancos PYME que deberán destinar para fines de cumplimiento de su función social de los servicios financieros. |
| Decreto Supremo 4174                              | 4 de marzo DE 2020   | Autoriza al Ministerio de Salud, a las entidades territoriales autónomas, y a las entidades de la Seguridad Social de Corto Plazo, de manera excepcional, efectuar la contratación directa de medicamentos, dispositivos médicos, insumos, reactivos, equipamiento médico, y servicios de consultoría de personal en salud, para la prevención, control y atención de la “emergencia de salud pública de importancia internacional” provocada por el coronavirus (COVID-19) .                                                    |
| Fuente: http://www.gacetaoficialdebolivia.gob.bo/ |                      | |